# Rice (Teksas)
Rice – miasto w Stanach Zjednoczonych, w stanie Teksas, w hrabstwie Navarro.
Miejscowość została założona w latach 60. XIX wieku.